# 大宅内親王
大宅内親王（おおやけないしんのう）は、桓武天皇の第8皇女。母は女御・橘常子（兵部大輔・橘島田麻呂の娘）。平城天皇の妃。品位は三品。

## 経歴
延暦20年（801年）11月9日、異母姉妹の高津内親王と高志内親王と共に加笄の儀（女子の成人式）を行った。この後、異母兄弟である皇太子・安殿親王と結婚した。
大同元年（806年）安殿親王が即位（平城天皇）したことから妃となる。大同4年（809年）4月に平城天皇は弟・嵯峨天皇に譲位する。また、同年7月には邸宅で火災が発生している。翌大同5年（810年）に発生した薬子の変の際、大宅内親王は平城上皇には同行しなかった。弘仁3年（812年）異母姉で同じく平城天皇の妃であった朝原内親王と揃って妃を辞し、この時四品に叙される。
弘仁8年（817年）までに三品に叙せられ、天長5年（828年）には出家している。嘉祥2年（849年）2月14日薨去。